# Остра (гора)
Остра (словац. Ostrá) — гірська вершина в окрузі Мартін, Жилінський край, Словаччина. Гора розташована в масиві Велика Фатра. Гора у верхній частині роздвоєна.
Висота над рівнем моря — 1247 м. Популярний туристичний об'єкт.